# Kapumafälle
Die Kapumafälle liegen in Sambia.

## Beschreibung
Die Wasserfälle des Flusses Mutoloshi, eines Zuflusses des Kalungwishi-Nebenflusses Luangwa, liegen bei Mporokoso in der Nordprovinz des Landes.
Unter Einheimischen sind die Fälle für Picknicks sehr beliebt. Sie liegen nur zwei Kilometer vom Agrarischen Trainingszentrum des Ortes entfernt.